# ويليام ستانلي ويست
ويليام ستانلي ويست (بالإنجليزية: William S. West)‏ هو محامي وسياسي أمريكي، ولد في 23 أغسطس 1849 في بوينا فيستا في الولايات المتحدة، وتوفي في 22 ديسمبر 1914 في فالدوستا في الولايات المتحدة. حزبياً، نشط في الحزب الديمقراطي. وقد انتخب عضو مجلس نواب جورجيا وانتخب عضو مجلس الشيوخ الأمريكي.